# Nhân quyền tại Cuba
Tổ chức theo dõi nhân quyền là một trong những tổ chức nhân quyền quốc tế tố cáo chính quyền Cuba vi phạm nhân quyền có hệ thống, bao gồm các hình thức tra tấn, bỏ tù tùy tiện, xử án bất công, và nhiều vụ hành quyết kín.
Luật Cuba hạn chế tự do phát biểu, lập hội, tụ họp, di chuyển và thông tin báo chí. Chỉ trích cũng tập trung xung quanh vấn đề bảo đảm các quyền hợp pháp của công dân. Theo Tổ chức theo dõi nhân quyền, mặc dù trước năm 1992 Cuba chính thức là một quốc gia vô thần, gần đây chính quyền đã cho phép người dân được hưởng quyền tự do tôn giáo nhiều hơn; vài tổ chức nhân đạo dưới sự quản lý của các nhóm tôn giáo cũng được phép hoạt động. Tuy nhiên, chính quyền vẫn duy trì việc kiểm soát chặt chẽ lên các tổ chức tôn giáo, các nhóm liên kết và các tín đồ." Kiểm duyệt tại Cuba cũng là trung tâm của những chỉ trích. Hầu hết những người xuất cảnh ra nước ngoài theo con đường bất hợp pháp. Năm 2010, Serbia đã đề nghị đứng ra làm trung gian hòa giải giữa Cuba và Liên minh châu Âu cùng vượt qua cản trở liên quan đến vấn đề nhân quyền này.

## Lịch sử
Trong suốt giai đoạn chế độ thực dân Tây Ban Nha, quá trình đàn áp dân bản địa được biên niên bởi linh mục Bartolomé de las Casas. Việc vận chuyển nô lệ châu Phi tới đảo kéo dài hơn 300 năm dẫn tới việc quân đội Anh quyết định can thiệp. Từ khi giành độc lập năm 1902, các chính quyền Cuba nối tiếp sau đó bị phê phán và tố cáo bởi nhiều nhóm-tổ chức khác nhau, cả ở trong và ngoài Cuba về các vi phạm nhân quyền. Trong giai đoạn sau của chế độ thực dân Tây Ban Nha ở Cuba, nhân quyền trên hòn đảo này là vấn đề nhận được sự quan tâm đặc biệt của quốc tế. Sau một chuyến viếng thăm tới vùng này vào năm 1898, nghị sĩ Hoa Kỳ Redfield Proctor ước tính có khoảng 200.000 người Cuba đã chết vì đói hoặc bệnh tật trong các trại tập trung của Tây Ban Nha. Lo ngại này góp phần ủng hộ cho cuộc chiến Hoa Kỳ-Tây Ban Nha trong lòng nước Mỹ.
Giai đoạn bất ổn kéo dài sau độc lập, chính quyền của Gerardo Machado tỏ ra là một chế độc độc tài. Machado không ngừng mở rộng quyền lực cho tới khi một sinh viên phát động phong trào lật đổ ông ta vào năm 1933. Theo Hugh Thomas, thời kỳ sau Machado được đánh dấu bởi một loạt các vụ bạo loạn, hành quyết tập thể và nạn tham nhũng.
Từ năm 1940, Cuba có hệ thống bầu cử đa đảng cho đến khi Fulgencio Batista (làm tổng thống từ 1933–1944) cầm đầu cuộc đảo chính với sự hỗ trợ của quân đội vào ngày 10/03/1952.
Năm 1958, tạp chí Time viết: "Lực lượng nổi loạn với trang bị nghèo nàn đã cố gắng lật đổ Batista bằng phong trào tổng đình công [...] Batista đã chuẩn bị sẵn sàng đối đầu với cuộc đình công bằng cách treo giải thưởng cho bất kỳ người nào giết được kẻ chủ mưu, và đe dọa bỏ tù bất kỳ chủ cửa hàng nào đóng cửa." Trong cuộc tổng đình công đó, những người du kích và thanh niên đã cướp súng đạn của cảnh sát. Đã có vài người bị giết trong các cuộc đụng độ.
Cuộc đình công chỉ kéo dài trong thời gian ngắn: "Với lực lượng hùng hậu, Batista đã lái xe thị uy khắp thành phố, trong khi lực lượng cảnh sát của ông ta hoàn tất công việc trấn áp. Tổng số người bị giết là 43."
Năm 1959, Fidel Castro cùng với lực lượng của mình lật đổ chế độ Batista. Sau đó, đã có thay đổi căn bản trong nền chính trị cũng như lo ngại về dân quyền.
"Phong trào hòa giải dân tộc Cuba", một tổ chức có trụ sở tại Mỹ tự nhận là một diễn đàn thảo luận các vấn đề xã hội Cuba, và lên án các vi phạm nhân quyền ở Cuba ngay sau cách mạng. Năm 1960, vụ bạo loạn Escambray giữa chính quyền mới và lực lượng chống đối đã nổ ra, kéo dài tới đầu những năm 1970. Theo tổ chức trên, những người Cuba nhập cư vào Mỹ là những người đầu tiên lên án chính quyền Cuba.

### Chế độ Cộng sản
Sau khi lên cầm quyền năm 1959, chính quyền của Fidel Castro không hề xây dựng nên bất cứ cỗ máy đàn áp chính trị nào cả, theo lời nhận xét của Tổ chức theo dõi nhân quyền.
Ngay từ tháng 12/2009, Valdim Kotchergin (hoặc Kochergin), một cơ quan thuộc KGB, xuất hiện ở Cuba.
Theo một cuốn của tác giả Paul. H. Lewis, người từng viết sách xin lỗi các chế độ Stroessner, Benito Mussolini và Juan Peron, tính tới cuối năm 1960, tất cả các tờ báo đối lập đều có thể nêu lên chính kiến của mình, các đài phát thanh-truyền hình không hề chịu sự kiểm soát của nhà nước. Những người theo chủ nghĩa ôn hòa và giới trí thức được khuyến khích. Lewis cũng nói rằng mỗi năm không có bất kỳ người bất đồng chính kiến nào bị bắt giữ và tra tấn trong điều kiện vô nhân đạo của nhà tù.

#### Hành quyết tù nhân chính trị
Nhiều con số ước tình nói lên số lượng các vụ hành quyết chính trị từ sau cách mạng. Theo Tổ chức Ân xá quốc tế, số vụ tử hình từ 1959-87 là 2, so với con số công khai là 1. Chính quyền Cuba thì hợp thức hóa các vụ tử hình đó bằng lập luận rằng việc kết tội và thi hành án tử hình các tội phạm chiến tranh và các loại tội phạm khác ở Cuba tuân thủ theo đúng trình tự thường thấy ở các vụ án xét xử bởi lực lượng Đồng Minh đối với phát xít. Một vài học giả Cuba duy trì quan điểm rằng nếu không áp dụng hình phạt nghiêm khác chống lại bọn khủng bố và các loại tội phạm đặc biệt nguy hiểm dưới thời Batista thì dân chúng sẽ trực tiếp cầm lấy cán cân công lý.
Nhà sử học người Mỹ-Latinh Thomas E. Skidmore nói rằng đã có tới 550 vụ hành quyết trong sáu tháng đầu năm 1959. Nhà sử học người Anh Hugh Thomas, trong công trình nghiên cứu Cuba-sự theo đuổi tự do nói rằng có thể 5000 vụ hành quyết đã được tiến hành trước năm 1970 trong khi theo một nguồn khác khẳng định rằng đã có 2,113 vụ hành quyết tù chính trị giữa những năm 1958 và 1967. Tác giả của cuốn Át-lát lịch sử, một công trình tổng hợp cá nhân gồm nhiều nguồn được lưu trữ trên mạng, nói rằng: "Sự phân chia giữa những kẻ cầm búa rìu và những kẻ tay không nằm trong khoảng giới hạn 5000-12000" Hiệp hội Đồng hương Mỹ-Cuba (Cuban American National Foundation) nói rằng từ sau cách mạng, có khoảng 12,000 vụ hành quyết tù chính trị ở Cuba. Tiến sĩ Armando Lago, thuộc Hiệp hội Nghiên cứu Kinh tế Cuba, một nhóm các học giả phần lớn là người Cuba tỵ nạn. cho biết khoảng chừng 15,000 và 18,000 người Cuba đã bị hành quyết vì tội phản cách mạng từ sau khi cách mạng nổ ra. Ông ta cũng nói rằng 250 người Cuba đã mất tích trong suốt thời kỳ này, 500 người đã chết trong tù vì thiếu sự chăm sóc y tế, 500 bị giết bởi lính canh và 150 vụ ám sát kín các phụ nữ. Một cuốn sách khác ước tính khoảng 15.000 đến 17.000 người Cuba đã bị xử bắn dưới chế độ Castro từ năm 1959 đến cuối những năm 1990.

#### Vấn đề người tị nạn
Từ 1959 đến 1993, khoảng 1.2 triệu người Cuba (chiếm 10% dân số hiện tại) đã rời khỏi đảo quốc để tới Mỹ, thường là theo đường thủy, trên các con thuyền nhỏ và các bè nổi.

#### Lao động cưỡng bức và ngược đãi tù nhân
Năm 1986, một tòa án về Cuba đã được tổ chức tại Paris để chuyển tải lời khai của các cựu tù Cuba tới truyền thông quốc tế. Những lời khai này được trình ra tại tòa, trước một ủy ban quốc tế, xác nhận về một hình thức tra tấn trong các nhà tù Cuba và các trại lao động khổ sai. Các hình thức tra tấn bao gồm đánh đập, thử nghiệm sinh học trong điều kiện hạn chế ăn uống, thẩm vấn cưỡng bức, cùng các điều kiện vô cùng mất vệ sinh khác. Quan tòa đồng tình với các cáo buộc về các vụ bắt giữ vô lý, tuyên án mà không có công chúng chứng kiến và không có người bào chữa, các tù nhân không được đảm bảo điều kiện tối thiểu về thức ăn, quần áo và thuốc men, hay thậm chí các vụ bắt giữ trẻ em.
Số lượng các vụ hành quyết được báo cáo giảm dần trong những năm 1970, và đến những năm 1980 chỉ còn các vụ lớn được báo cáo, điển hình như vụ xử tử tướng Arnaldo Ochoa năm 1989. Ochoa đòi đưa ra xét xử Fidel Castro, cùng với ba quan chức cấp cao Cuba khác vì tội danh buôn bán ma túy. Tuy nhiên, Ochoa và những người khác đã bị buộc tội "phản quốc" và bị hành quyết chóng vánh. Những người chống lại chính quyền Castro bên ngoài Cuba bày tỏ hoài nghi về tính hợp pháp của vụ bắt giữ và hành quyết Ochoa.

## Cuba hiện thời

### Đàn áp chính trị
Một báo cáo của Tổ chức Theo dõi Nhân quyền năm 1999 về tình hình Cuba có đoạn viết:
| “ | Luật pháp Cuba phạt bất kỳ người nào "đe dọa, bôi nhọ, xuyên tạc hay bất kỳ hình thức nào khác nhằm xúc phạm...đến nhân phẩm của một công chức hoặc người thân cận". Hình phạt có thể từ ba tháng đến một năm tù bên cạnh xử phạt hành chính. Nếu một người thể hiện sự bất kính với Chủ tịch Hội đồng Nhà nước, Chủ tịch Hội đồng Bộ trưởng, Chủ tịch Quốc hội và các thành viên của các Hội đồng thì có thể bị tước quyền tự do từ một đến ba năm. | ” |

### Hạn chế tụ họp
Tổ chức Theo dõi Nhân quyền phát biểu rằng quyền tự do hội họp bị nghiệm khắc hạn chế, và những người bất đồng chính kiến chính trị bị cấm tụ hợp thành đám đông. Tổ chức Ân xá quốc tế cũng nói rằng "tất cả các nhóm nhân quyền, tổ chức dân sự và hội nghề nghiệp đang tồn tại ở Cuba nhưng không nằm trong danh mục các tổ chức chính thống dưới sự kiểm soát của nhà nước đều bị cấm. Do vậy, các thành viên của các nhóm hoặc tổ chức này có thể đối mặt với nguy hiểm, bị đe dọa hoặc buộc tội, cho dù họ chỉ hoạt động với mục tiêu hợp thức hóa các quyền căn bản như tự do phát biểu, tự do lập hội và hội họp."
Chính quyền Cuba chỉ công nhận duy nhất Tổ chức công đoàn nhà nước Central de Trabajadores de Cuba (CTC), dưới sự kiểm soát chặt chẽ của nhà nước và đảng Cộng sản bổ nhiệm người đứng đầu. Gia nhập công đoàn là bắt buộc đối với tất cả công nhân. Trước khi một người được thuê làm công nhân, anh ta phải ký một hợp đồng cam kết ủng hộ đảng Cộng sản và tất cả những gì mà Đảng đại diện. Chính quyền triệt để ngăn cấm các tổ chức công đoàn độc lập, bắt giữ hoặc đe dọa bắt giữ những nhà hoạt động công đoàn độc lập. Quyền đình công và biểu tình không được luật pháp thừa nhận.
Các lệnh cấm được thực hiện bởi các "đơn vị đặc biệt" gồm các thành viên quân đội và cảnh sát mặc thường phục, và họ có thể đánh đập hoặc giải tán bất kỳ nhóm tuần hành nào.

### Xã hội
Do thiếu quyền sở hữu tài sản tư nhân nên công dân muốn chuyển chỗ ở phải có sự cho phép của chính quyền. Công việc cũng bị nhà nước kiểm soát. Việc phân công công việc dựa trên học lực tại trường và danh tiếng cá nhân của người nộp đơn.
Năm 2001,

### Phủ nhận từ phía chính quyền
Các nhóm nhân quyền như Tổ chức Ân xá quốc tế trong một thời gian dài bị chính quyền Cuba lên án cái họ gọi là "Những hành vi ngoại đạo" (actos de repudio). Những hành động này xảy ra khi các nhóm lớn thường dân chửi bới, dọa nạt và đôi khi tấn công thân thể và ném đá vào nhà của những người Cuba bị cho là phản cách mạng. Các nhóm nhân quyền nghi ngờ rằng những hành động này có sự đứng sau của công an, có thể bao gồm cả Ủy ban bảo vệ cách mạng Cuba hoặc các đơn vị "ứng phó khẩn cấp". Mức độ những hành động này ngày càng tăng kể từ năm 2003.

### Đi lại và di trú

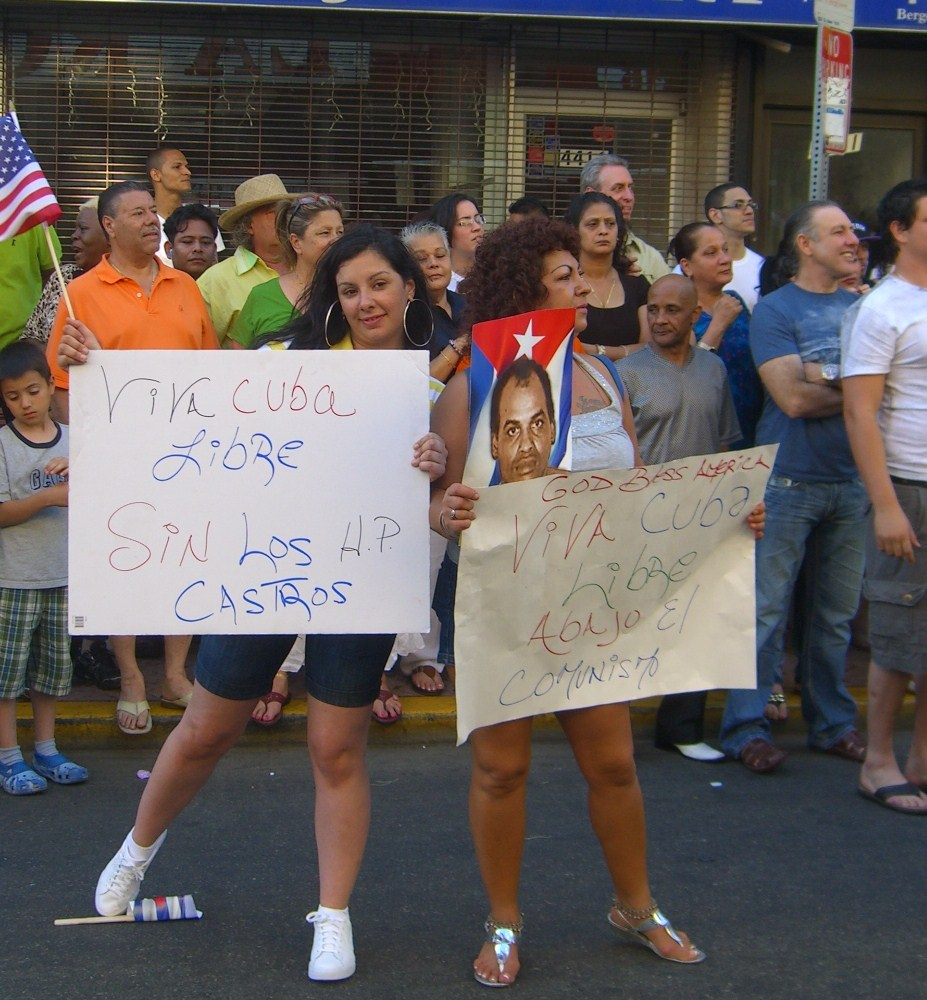
Các hình ảnh phản đối chính quyền Cuba ở Union City, New Jersey, nơi có nhiều người Cuba tỵ nạn sinh sống

### Giáo dục
Giáo dục ở Cuba miễn phí ở tất cả các cấp học dưới sự kiểm soát của bộ Giáo dục. Năm 1961, chính phủ quốc hữu hóa tất cả học viện cùng các tổ chức giáo dục, và áp dụng một hệ thống giáo dục do nhà nước định hướng. Hệ thống này từ lâu bị phê phán là hoạt động vì mục đích tuyên truyền chính trị nhằm giám sát ý thức hệ của học sinh-sinh viên. Nó cũng bị lên án là không cho phép yếu tố tư nhân vào hệ thống giáo dục và giới hạn ảnh hưởng của phụ huynh trong việc giáo dục con em họ.
Nội dung tuyên truyền chính trị là khá nặng nề. Hiến pháp Cuba khẳng định rằng giáo dục và văn hóa dựa trên nền tảng học thuyết Mac-xít Hồ sơ phản ánh mức độ "giác ngộ cách mạng" của mỗi học sinh được lưu trữ lại và nó sẽ theo người học đến suốt đời. Cánh cửa đại học sẽ phụ thuộc vào mức độ "giác ngộ" học thuyết Mác của người nộp đơn. Điều luật về trẻ em, thanh niên và gia đình quy định rằng bậc cha mẹ nào dạy con cái tư tưởng trái với học thuyết Chủ nghĩa cộng sản sẽ bị phạt tù đến ba năm.

### Y tế
Chính quyền Cuba điều hành hệ thống y tế toàn dân và tự gánh trách nhiêm tài chính và quản lý cho toàn bộ hệ thống. Chính phủ cấm bất kỳ hoạt động y tế nào mang tính chất tư nhân. Năm 1976, chương trình chăm sóc sức khỏe Cuba được đưa thành điều 50 của Hiến pháp, theo đó quy định rằng "tất cả mọi người được quyền bảo vệ và chăm sóc sửa khỏe".
Có thông tin rằng một vài dịch vụ chăm sóc y tế tốt nhất ở Cuba không dành cho người dân, trừ khi họ trả bằng đô-la Mỹ. Người sáng lập Trung tâm quốc tế Phục hồi thần kinh của La Habana, tiến sĩ Hilda Molina đã bỏ việc vào năm 1994 sau khi từ chối tăng số lượng các ca cấy ghép nơ-ron thần kinh trước khi có sự kiểm tra bắt buộc và không có quá trình theo dõi thường xuyên thời kỳ hậu phẫu. Bà ấy cũng tỏ thái độ giận dữ khi chỉ có người nước ngoài được điều trị.
Không có bất kỳ quyền bí mật riêng tư của bệnh nhân hay quyền phản đối khi bị chữa trị kém. Ngoài ra, bệnh nhân không có quyền từ chối khám chữa bệnh (chẳng hạn, một người theo giáo phái Rastafarian không thể từ chối bị cắt một phần cơ thể mặc dù tôn giáo của anh ta không cho phép điều đó).
Các bác sĩ gia đình được yêu cầu giữ lại hồ sơ "giác ngộ chính trị" của các bệnh nhân. Như vậy, từ sự theo dõi sức khỏe đã chuyển sang giám sát chính trị.

### Tự do tôn giáo
Những năm sau Cách mạng Cuba, các hoạt động của nhà thờ giáo hội Rô-ma bị hạn chế mạnh, và năm 1961 tất cả tài sản của các tổ chức tôn giáo đều bị tịch thu mà không được bồi thường. Hàng trăm tu sỹ và Giám mục bị trục xuất ra khỏi Cuba vĩnh viễn. Giới lãnh đạo Cuba là những người theo chủ nghĩa vô thần cho tới mãi năm 1992 khi Đảng Cộng sản Cuba chấp thuận cho những người theo đạo vào đảng. Năm 1998, giáo hoàng John Paul II tới thăm hòn đảo và được phép có bài phát biểu trước công chúng. 19 giáo sĩ nước ngoài đã được cấp hộ chiếu được phép sinh sống ở Cuba. Ngoài ra, các nhóm tôn giáo khác trong nước như cộng đồng người Do Thái bây giờ cũng được phép tổ chức các buổi lễ cầu nguyện công cộng và tiếp đón các khách thăm nước ngoài. Tháng 10/2008, Cuba cho phép đã mở một nhà thờ Giáo hội Chính thống Nga. Buổi lễ khai trương có sự tham gia của Raul Castro, phó chủ tịch Esteban Lazo, chủ tịch quốc hội Ricardo Alarcon và nhiều nhân vật quan trọng khác. Báo chí Cuba đưa tin rằng đây là nhà thờ loại này đầu tiên ở Mỹ-La Tinh.

### Quyền phụ nữ
Phụ nữ có tiếng nói và quyền đại diện tương đối cao ở trong nước.

### Tra tấn tù nhân
Ngày và đêm, tiếng la hét của các nữ tù nhân trong đau khổ và hoảng loạn, họ cầu nguyện cho lời của Chúa đến được tai ban giám thị nhà giam. Những phụ nữ này bị nhốt trong các căn buồng chật hẹp không ánh sáng, gọi là các "ngăn kéo" thì chính xác hơn, với giường ngủ xi-măng, một hố ở giữa mặt đất cho nhu cầu vệ sinh, và sống với gián, chuột và các côn trùng khác.... Trong những cái "ngăn kéo" này, họ phải sống hàng tuần, rồi hàng tháng. Khi họ la hét trong nỗi sợ hãi bóng tối (mất điện khá thường xuyên) và nóng bức, thì họ bị tiêm thuốc an thần và rơi vào trạng thái hôn mê.— Juan Carlos González Leiva, Nhà tù An ninh quốc gia. Holguín, Cuba, tháng 10 năm 2003.
Tổ chức Nhân quyền Cuba báo cáo rằng đã có trường hợp tra tấn phụ nữ trong nhà tù Cuba.

## Quan hệ chủng tộc
Esteban Morales Dominguez đã chỉ ra sự kỳ thị chủng tộc có hệ thống trong cuốn sách Những thách thức giải quyết vấn đề chủng tộc ở Cuba. Cuốn Chính trị chủng tộc thời kỳ hậu cách mạng Cuba bàn về chính trị liên quan đến chủng tộc phổ biến dưới chế độ Cộng sản Cuba.
Enrique Patterson, trong cuốn Miami Herald đã mô tả chủng tộc như một "quả bom xã hội" và nói rằng "nếu chính quyền Cuba cho phép người Cuba da đen bày tỏ hoàn cảnh của họ trước các ủy ban nhà nước,...thì chế độ toàn trị này sẽ sụp đổ". Carlos Moore, một trong những người nghiên cứu rộng về vấn đề này nói rằng "có sự đe dọa ngầm đối với người da đen ở Cuba, và họ biết rằng nếu họ nêu vấn đề chủng tộc ra là sẽ lập tức vào tù. Vì vậy, quá trình đấu tranh ở Cuba khác biệt các nơi khác. Không thể có phong trào về quyền dân sự nếu không muốn 10,000 người da đen bị giết. Ông ta cũng nói rằng một thế hệ người da đen Cuba mới đang nhìn chính trị theo một hướng khác.
Jorge Luis García Pérez, một nhà hoạt động nhân quyền và dân chủ người Cuba da đen đã bị giam trong 17 năm. Trong một cuộc phỏng vấn tại Florida, ông ta nói rằng "Nhà cầm quyền trong nước không bao giờ tha thứ cho bất kỳ một người da đen nào dám chống lại cách mạng. Trong phiên tòa xét xử, màu da của tôi làm cho trường hợp của tôi nghiêm trọng hơn. Sau đó, khi ở tù những người lính gác đối xử tệ với tôi và gọi tôi là đồ da đen.

## Mùa xuân đen tối
Tháng ba năm 2003, chính quyền Cuba tiến hành bắt giữ hàng chục người (bao gồm các nhà báo tự do và các nhà hoạt động nhân quyền) và buộc tội họ nổi loạn do bị cho là hợp tác với James Cason, cầm đầu một tổ chức Hoa Kỳ tại La Habana. Sau đó họ đã bị đem ra xét xử và phạt tù từ 15 đến 28 năm. Trong tổng số 75 người bị bắt giữ, mỗi người trung bình bị phạt tù 17 năm. Tiêu biểu cho nhóm tù nhân này là Raúl Rivero, Martha Beatriz Roque, và Oscar Elías Biscet. Tổ chức Ân xá quốc tế lên án những phiên tòa này là "bất công và hấp tấp"
Bộ trưởng Ngoại giao Cuba Felipe Pérez Roque chối bỏ các cáo buộc và đáp rằng: "Cuba có quyền tiến hành các biện pháp tự vệ và trừng phạt bất kỳ kẻ nào xâm phạm an ninh quốc gia, giống như cách thức các nước khác làm, trong đó có việc Hoa Kỳ trừng phạt những người hợp tác với nước ngoài gây thiệt hại cho lợi ích của Hoa Kỳ"
Trong quá trình xét xử, có bằng chứng cho biết rằng các bị cáo đã nhận quỹ từ tổ chức Hoa Kỳ có liên quan trên. Các quan chức Cuba khẳng định rằng mục đích của việc tổ chức đó hỗ trợ tài chính là nhằm làm phương hại đến nhà nước Cuba, gây bất ổn trong nước và phá hoại nền kinh tế Cuba. Trong quá khứ, Cason phủ nhận việc hỗ trợ quỹ cho bất kỳ ai ở Cuba.
Ngày 29/11/2004, chính quyền Cuba đã phóng thích ba trong số những người bị bắt. Cụ thể là: Oscar Espinosa Chepe, Marcelo López, và Margarito Broche. Động thái này diễn ra sau một cuộc họp giữa đại sứ Tây Ban Nha và bộ trưởng Ngoại giao Cuba. Trong những ngày sau đó, có thêm bốn người được thả, bao gồm: Raúl Rivero, Osvaldo Alfonso Valdés, Edel José García và Jorge Olivera. Bảy người khác đã được thả trước đó vì lý do sức khỏe.

## Chiến dịch chống lại đồng tính
Hàng ngàn người đồng tính nam, tù nhân lương tâm, và các nhân vật bất đồng chính kiến bị buộc phải tham gia quân đội cưỡng chế tại các trại cải tạo trong những năm 1960. Các chỉ huy trong quân đội đã đánh đập tù nhân tàn bạo. Carlos Alberto Montaner nói rằng "các trại lao động khổ sai được trang bị đầy đủ công cụ để "điều chỉnh" lại hành vi của tù nhân....Việc xúc phạm bằng lời nói và hành động như cạo trọc đầu, làm việc từ tinh mơ cho tới tối mò, phải ngủ bằng võng, sàn nhà thì bẩn thiếu thức ăn... là khá phổ biến. Các trại này trở nên ngày càng chật hẹp do số lượng tù nhân không ngừng tăng lên."
Vào cuối những năm 1960, với phong trào "Làm sạch xã hội cách mạng", chính quyền Castro tuyên bố sẽ "dọn sạch" những kẻ văn nghệ sĩ "giả mạo" và "suy đồi" Ngoài ra, đàn ông nào mà để tóc dài đều bị bắt lại và buộc phải cắt bỏ tóc.
Castro tái khẳng định, "trong nước không còn một kẻ đồng tính nào" và rằng họ là "những phần tử rơi rớt của chủ nghĩa đế quốc" Castro còn nói rằng "những kẻ đồng tính không nên được phép sống trong cộng đồng nơi mà chúng có thể tác động xấu lên giới trẻ".

### Cải thiện gần đây
Gần đây Cuba đã tiến hành một số cải cách. Năm 2003 Carlos Sanchez của tổ chức Hiệp hội đồng tính thế giới (en:International Lesbian and Gay Association) phát hành một bản báo cáo về tình hình của những người đồng tính ở Cuba nói rằng chính quyền Cuba không còn áp dụng các hình phạt đối với người đồng tính, và rằng có một bước tiến bộ trong thái độ của người dân đối với người đồng tính, lưỡng tính và người chuyển đổi giới tính. Từ năm 2005 phẫu thuật chuyển đổi giới tính được tự do theo luật định, và được chính quyền trả chi phí. Ở Havana cũng đã bắt đầu xuất hiện một chương trình cho người đồng tính
Mariela Castro, con gái của chủ tịch Raul Castro đang cố gắng vận động ủng hộ quyền của những người đồng tính trong Trung tâm giáo dục giới tính quốc gia (en:Cuban National Center for Sex Education) mà bà này làm lãnh đạo. Mariela khẳng định rằng cha của bà ta hoàn toàn ủng hộ các sáng kiến của bà.
Vào ngày 26 tháng 9 năm 2022, với 66,87% cử tri tham gia bỏ phiếu đã bày tỏ tán thành, Quốc hội Cuba đã chính thức thông qua Bộ luật Gia đình mới, theo đó hôn nhân đồng giới lần đầu tiên được hợp pháp hóa tại quốc gia này. Điều này khiến Cuba trở thành quốc gia đầu tiên trong khối xã hội chủ nghĩa, cũng đồng thời là quốc gia thứ 33 trên thế giới hợp pháp hóa hôn nhân đồng giới.

## Ủy ban Nhân quyền Liên Hợp Quốc
Từ năm 1990, Hoa Kỳ đã kiến nghị nhiều giải pháp khác nhau tới Ủy ban Nhân quyền Liên Hợp Quốc, phê phán Cuba vi phạm nhân quyền. Những kiến nghị đó cùng với nhiều bất đồng ngoại giao liên tiếp được mô tả gần như một "nghi lễ hàng năm" vậy. Sự đồng thuận lâu dài giữa các nước Mỹ Latinh vẫn chưa đạt được. Các giải pháp được thông qua trong các năm 1990-1997, nhưng lại bị bác bỏ năm 1998. Các nỗ lực liên tiếp của Mỹ đã giành thắng lợi với lá phiếu sít sao. Ở châu Mỹ, một vài chính phủ ủng hộ các chỉ trích Cuba, số khác thì đả phá và xem chúng như những biện pháp nhằm cô lập thêm Cuba và hơp thức hóa lệnh cấm vận Cuba của Mỹ kéo dài hàng thập niên. Các nước Liên minh châu Âu đồng loạt bỏ phiếu chống Cuba từ năm 1990, mặc dù có những lo ngại về tác động tiêu cực của lệnh cấm vận lên đời sống của người dân vô tội.

## Các nhóm nhân quyền Cuba
- Hội đồng Dân chủ Cuba (tiếng Anh)
- Ủy ban quốc tế về dân chủ cho Cuba (tiếng Anh)
- Ủy ban tự do Cuba (tiếng Anh)
- Hội những người bất đồng chính kiến Cuba (tiếng Anh)